# Artal
El artal, también conocido por sus diminutivos artalete y artalejo, es una especie de empanada rellena de carne picada en adobo muy popular en la cocina española histórica del siglo XVI. Fue servida como comida callejera, la popularidad de esta empanada hace que sea mencionada en el año 1585 en un bando municipal de Madrid en el que se prohibía su venta callejera, junto con otros productos. Es mencionado en el Libro de guisados de Ruperto de Nola.

## Etimología
El origen etimológico de la denominación parece provenir del griego αρτοξ (que significa pan). El investigador y lingüista Corominas menciona su posible origen procedente del francés: tartalette, otras variantes etimológicas mencionan que puede provenir de germanía: hartar. 

## En la literatura gastronómica
El gastrónomo medieval Mestre Robert los menciona como arteates de madreçuelas y los elabora con asaduras de gallinas. El cocinero de Felipe II, Martínez Motiño los denomina artaletes (pastelones de hojaldre) y los menciona como los favoritos del rey.